# Allobates bacurau
Allobates bacurau Simões, 2016 è un anfibio anuro appartenente alla famiglia degli Aromobatidi.

## Etimologia
L'epiteto specifico si riferisce alla parola portoghese "bacurau" (modificata dalla parola originaria Tupi "wakura'wa"), che designa diverse specie di uccelli della famiglia Caprimulgidae.

## Distribuzione e habitat
È endemica dello stato dell'Amazonas in Brasile. Si trova a Manicoré.